# Associazione Calcio Fiorentina 1946-1947
Questa voce raccoglie le informazioni riguardanti l'Associazione Calcio Fiorentina nelle competizioni ufficiali della stagione 1946-1947.

## Stagione

Alberto Marchetti.

Con il ritorno al girone nazionale i viola, dopo una campagna acquisti non azzeccata, danno vita a una stagione piena di alti e bassi, raggiungono la salvezza solo all'ultima giornata, concludendo la stagione quart'ultima. Un brutto fatto di cronaca segnerà questa stagione causato da un'invasione di campo dei tifosi viola dopo un rigore evidente non concesso dall'arbitro durante Fiorentina - Genoa, creando momenti di vera tensione (uno dei primi casi di violenza). Fortunatamente per la società non vengono presi gravi provvedimenti e la Fiorentina si salverà.
Durante il campionato si avvicendarono tre allenatori: Guido Ara, Renzo Magli e poi Imre Senkey. Presidente della squadra gigliata Igino Cassi.

## Rosa
| N. |                   | Ruolo | Calciatore         |
| -- | ----------------- | ----- | ------------------ |
|    | Italia (bandiera) | P     | Arduino Romoli     |
|    | Italia (bandiera) | P     | Giuseppe Eberle    |
|    | Italia (bandiera) | D     | Raoul Bortoletto   |
|    | Italia (bandiera) | D     | Alberto Eliani     |
|    | Italia (bandiera) | D     | Carlo Piccardi     |
|    | Italia (bandiera) | D     | Zeffiro Furiassi   |
|    | Italia (bandiera) | D     | Luigi Chiodi       |
|    | Italia (bandiera) | D     | Francesco Lamberti |
|    | Italia (bandiera) | D     | Mario Semoli       |
|    | Italia (bandiera) | C     | Menotti Avanzolini |

| N. |                   | Ruolo | Calciatore               |
| -- | ----------------- | ----- | ------------------------ |
|    | Italia (bandiera) | C     | Augusto Magli (capitano) |
|    | Italia (bandiera) | C     | Angelo Bollano           |
|    | Italia (bandiera) | C     | Alberto Marchetti        |
|    | Italia (bandiera) | C     | Duilio Rallo             |
|    | Italia (bandiera) | C     | Piero Suppi              |
|    | Italia (bandiera) | A     | Antonio Della Rosa       |
|    | Italia (bandiera) | A     | Mario Gritti             |
|    | Italia (bandiera) | A     | Renato Gei               |
|    | Italia (bandiera) | A     | Otello Badiali           |
|    | Italia (bandiera) | A     | Ugo Gregorin             |

## Risultati

### Girone di andata
| Arbitro: | Galeati (Bologna) |

|                                      |           |                                  |
| Gritti 60’ Badiali 68’ Marchetti 90’ | Marcatori | 32’ Azzarini 58’ Caccia 69’ Muci |

| Arbitro: | Dattilo (Roma) |

|            |           |  |
| Baldini 5’ | Marcatori |  |

| Arbitro: | Camiolo (Milano) |

|                       |           |                       |
| Suppi 20’ Badiali 31’ | Marcatori | 18’ Raccis 59’ Picchi |

| Arbitro: | Zilli (Reggio Emilia) |

|                                            |           |            |
| Sentimenti III 52’ Candiani 72’ (rig.) 90’ | Marcatori | 27’ Gritti |

| Arbitro: | Bertolio (Torino) |

|                      |           |                              |
| Alberto Marchetti 1’ | Marcatori | 13’ Remondini 69’ Del Medico |

| Arbitro: | Dellarole (Roma) |

|                    |           |           |
| Gei 21’ Gritti 33’ | Marcatori | 84’ Milli |

| Arbitro: | Silvano (Torino) |

|                             |           |  |
| Ottino 28’, 89’ Pernigo 74’ | Marcatori |  |

| Arbitro: | Vannini (Bologna) |

|              |           |  |
| Gei 22’, 40’ | Marcatori |  |

| Arbitro: | Codeluppi (Milano) |

|                                                          |           |             |
| Marchetti 25’ Piccardi 38’ Chiodi 42’ Carraro 58’ (aut.) | Marcatori | 89’ Rebuzzi |

| Arbitro: | Bellè (Venezia) |

|               |           |  |
| Bertoni I 42’ | Marcatori |  |

| Arbitro: | Scotto (Savona) |

|             |           |  |
| Gregorin 3’ | Marcatori |  |

| Arbitro: | Silvano (Torino) |

|                                           |           |             |
| Gregorin 6’, 9’ Chiodi 24’ Bortoletto 90’ | Marcatori | 80’ Magrini |

| Arbitro: | Galeati (Bologna) |

|                                                                             |           |                   |
| Magli 7’ (aut.) Mazzola 17’ Ossola 34’, 44’ Grezar 50’ Gabetto 83’ Loik 85’ | Marcatori | 33’, 82’ Gregorin |

| Arbitro: | Bertolio (Torino) |

|                        |           |  |
| Amadei 28’ Ferrari 36’ | Marcatori |  |

| Arbitro: | Bonivento (Venezia) |

|             |           |  |
| Badiali 28’ | Marcatori |  |

| Arbitro: | Gamba (Napoli) |

|  |           |                                            |
|  | Marcatori | 2’ Carapellese 56’ Annovazzi 88’ Puricelli |

| Arbitro: | Fois (Roma) |

|                                         |           |  |
| Verdeal 35’, 43’, 54’, 63’ Trevisan 36’ | Marcatori |  |

| Arbitro: | Gamba (Napoli) |

|              |           |  |
| Tavellin 40’ | Marcatori |  |

| Firenze 2 febbraio 1947 19ª giornata | Fiorentina       | 0 – 0 | Bologna | Stadio Comunale\| Arbitro: \| Dellarole (Roma) \| |
| Arbitro:                             | Dellarole (Roma) |       |         |                                                   |

### Girone di ritorno
| Arbitro: | Maurelli (Roma) |

|                                         |           |  |
| Zapirain 20’ Neri 25’ Zapirain 33’, 37’ | Marcatori |  |

| Arbitro: | Bellè (Venezia) |

|                       |           |             |
| Suppi 68’ Badiali 70’ | Marcatori | 42’ Fiorini |

| Arbitro: | Dattilo (Roma) |

|                      |           |           |
| Taccola 7’ Piana 53’ | Marcatori | 85’ Suppi |

| Arbitro: | Camiolo (Milano) |

|                       |           |                |
| Suppi 44’ Badiali 61’ | Marcatori | 20’ Korostelev |

| Arbitro: | Orlandini (Roma) |

|                                        |           |  |
| Zecca 36’ Brighenti 44’ Del Medico 82’ | Marcatori |  |

| Arbitro: | Zelocchi (Modena) |

|             |           |                    |
| Mlacher 41’ | Marcatori | 84’ (rig.) Bollano |

| Arbitro: | Bertolio (Torino) |

|           |           |           |
| Suppi 18’ | Marcatori | 58’ Dante |

| Arbitro: | Galeati (Bologna) |

|                 |           |               |
| Rava 32’ (rig.) | Marcatori | 1’ Della Rosa |

| Arbitro: | Silvano (Torino) |

|              |           |  |
| Conti II 14’ | Marcatori |  |

| Arbitro: | Zelocchi (Modena) |

|                                    |           |               |
| Badiali 14’ Eliani 67’ Bollano 84’ | Marcatori | 17’ Bertoni I |

| Arbitro: | Agnolin (Bassano del Grappa) |

|                    |           |            |
| Kincses 40’ (rig.) | Marcatori | 6’ Bollano |

| Arbitro: | Gamba (Napoli) |

|                                       |           |  |
| Flamini 2’ Lombardini 64’ Flamini 78’ | Marcatori |  |

| Arbitro: | Zelocchi (Modena) |

|  |           |                                                      |
|  | Marcatori | 44’ Ferraris II 49’ Mazzola 60’ Castigliano 89’ Loik |

| Arbitro: | Canavesio (Torino) |

|                                   |           |                              |
| Gritti 3’ Marchetti 5’ Gritti 64’ | Marcatori | 36’ Losi 70’ Amadei 75’ Losi |

| Arbitro: | Bertolio (Torino) |

|                   |           |             |
| Verrina 3’ (rig.) | Marcatori | 27’ Badiali |

| Arbitro: | Zambotto (Padova) |

|                                       |           |                               |
| Avanzolini 20’ (aut.) Carapellese 62’ | Marcatori | 31’ Bollano 69’ (aut.) Toppan |

| Arbitro: | Bertolio (Torino) |

|                   |           |                           |
| Gei 20’ Rallo 56’ | Marcatori | 4’ Dalla Torre 73’ Chizzo |

| Arbitro: | Scotto (Savona) |

|                      |           |  |
| Magli 6’ Badiali 60’ | Marcatori |  |

| Arbitro: | Gemini (Roma) |

|              |           |             |
| Cappello 86’ | Marcatori | 37’ Badiali |

## Statistiche

### Statistiche di squadra
| Competizione | Punti | In casa | In casa | In casa | In casa | In casa | In casa | In trasferta | In trasferta | In trasferta | In trasferta | In trasferta | In trasferta | Totale | Totale | Totale | Totale | Totale | Totale | DR  |
| Competizione | Punti | G       | V       | N       | P       | Gf      | Gs      | G            | V            | N            | P            | Gf           | Gs           | G      | V      | N      | P      | Gf     | Gs     | DR  |
| ------------ | ----- | ------- | ------- | ------- | ------- | ------- | ------- | ------------ | ------------ | ------------ | ------------ | ------------ | ------------ | ------ | ------ | ------ | ------ | ------ | ------ | --- |
| Serie A      | 32    | 19      | 10      | 6       | 3       | 35      | 26      | 19           | 0            | 6            | 13           | 11           | 43           | 38     | 10     | 12     | 16     | 46     | 69     | -23 |

### Statistiche dei giocatori
Nel computo totale vanno conteggiati 2 autoreti a favore dei viola.
| Giocatore     | Serie A  | Serie A |
| Giocatore     | Presenze | Reti    |
| ------------- | -------- | ------- |
| M. Avanzolini | 38       | 0       |
| O. Badiali    | 26       | 9       |
| A. Bollano    | 32       | 4       |
| R. Bortoletto | 16       | 1       |
| L. Chiodi     | 15       | 2       |
| A. Della Rosa | 6        | 1       |
| G. Eberle     | 11       | -18     |
| A. Eliani     | 36       | 1       |
| Z. Furiassi   | 17       | 0       |
| R. Gei        | 26       | 4       |
| U. Gregorin   | 11       | 5       |
| M. Gritti     | 22       | 5       |
| F. Lamberti   | 19       | 0       |
| A. Magli      | 26       | 1       |
| A. Marchetti  | 19       | 4       |
| C. Piccardi   | 31       | 1       |
| D. Rallo      | 12       | 1       |
| A. Romoli     | 27       | -51     |
| M. Semoli     | 5        | 0       |
| P. Suppi      | 29       | 5       |